# Aria (manga)
ARIA (アリア) là loạt manga nói về một xã hội phát triển không tưởng với trình độ khoa học kỹ thuật phát triển ấn tượng, loạt manga được thực hiện bởi Amano Kozue. Nó ban đầu có tên là Aqua (アクア) khi đăng trên tạp chí Monthly Stencil của Enix, sau đó đổi tên lại khi chuyển qua tạp chí Comic Blade của Mag Garden. Aqua đã đăng trên tạp chí Monthly Stencil từ năm 2001 đến năm 2002 và tập hợp lại thành 2 tankōbon. ARIA đã đăng trên tạp chí Comic Blade từ tháng 11 năm 2002 đến tháng 4 năm 2008, sau đó tập họp lại thành 12 tankōbon. Vàng Anh Comics liên kết với Nhà xuất bản Văn hoá Thông tin đã mua bản quyền phát hành tại Việt Nam.
Bối cảnh của truyện là vào thế kỷ thứ 24 sau khi Sao Hỏa đã được biến đổi địa khai hóa phù hợp với sự sống và được đặt tên lại với tên là Aqua, cốt truyện xoay quanh cô gái tên Mizunashi Akari, cô là người chèo thuyền gondola. Loạt manga được khen ngợi vì cốt truyện nói về cuộc sống bình yên chậm rãi, với một thế giới tràn đầy lạc quan, về những phong cách nghệ thuật tuyệt mĩ và về chất lượng của âm nhạc trong anime.
Hal Film Maker đã chuyển chuyển thể ARIA thành anime với tên ARIA the Animation và phát sóng tại Nhật Bản từ ngày 05 tháng 10 đến ngày 28 tháng 12 năm 2005 với 13 tập. Bộ anime thứ hai đã được thực hiện với tên ARIA the Natural phát sóng từ ngày 02 tháng 4 đến ngày 26 tháng 9 năm 2006 với 26 tập. Một tập OVA cũng đã được phát hành vào ngày 21 tháng 9 năm 2007. Bộ anime thứ ba mang tựa ARIA the Origination đã được thực hiện và phát sóng từ ngày 08 tháng 1 đến ngày 31 tháng 3 năm 2008 với 13 tập, sau đó khi phát hành DVD thì có thêm một tập nữa thêm vào.

## Tổng thể
Aqua và ARIA lấy bối cảnh vào đầu thế kỷ 24, bắt đầu vào năm 2301 tại thành phố Neo-Venezia trên hành tinh Aqua, trước đó nó gọi là Sao Hỏa và được đổi tên sau khi địa khai hóa để phù hợp với sự sống 150 năm trước đó, nó được bao bọc bởi biển. Neo-Venezia giống như Venice về cả kiến trúc cũng như bầu không khí với một thành phố cảng với các con kênh thay cho đường sá và di chuyển bằng những chiếc thuyền gondola không có động cơ.
Trong phần mở đầu của Aqua một cô gái trẻ tên Akari đã đi từ Manhome (trước đó gọi là Trái Đất) để trở thành người chèo thuyền gondola tập sự cho công ty ARIA, một trong ba công ty có uy tín nhất thành phố trong việc hướng dẫn du khách trên thuyền. Cô có ước mơ trở thành một undine (người chèo thuyền kiêm hướng dẫn viên du lịch). Trong quá trình luyện tập của mình Akari đã kết bạn với người cố vấn của mình là Alicia và các nhân viên từ các công ty khác như Aika, Alice, Akira và Athena cũng như các nhân vật khác trong thành phố Neo-Venezia.
Mỗi chương là một góc của cuộc sống, Akari bắt đầu khám phá thế giới trên chiếc gondola của mình trong thành phố Neo-Venezia cũng như chính hành tinh Aqua. Amano thường xuyên sử dụng nhiều trang một lúc để mô tả thế giới với phong cách nghệ thuật mà thực vật đóng vai trò chủ yếu, diễn tả những hoạt động hằng ngày với các sự kiện chỉ xảy ra một lần trong đời. Nó được so sánh là có giai điệu và các hiệu ứng giống như Yokohama Kaidashi Kikō.

## Phát triển
Theo lời tự bạch ở cuối tập 2 của Aqua thì mục đích tác giả Amano Kozue khi vẽ loạt manga này là muốn mọi người tìm được niềm vui thậm chí trong những chuyện nhỏ nhặt nhất và không nên quá tập trung bi quan vào những thất bại của họ. Trong một lời tự bạch khác, tác giả nói rằng ARIA đã buộc bà phải chú ý vào sự thay đổi của bốn mùa và hy vọng rằng loạt manga có thể mô tả đúng những suy nghĩ của bà với bốn mùa. Amano đã dựa vào chu trình quay 668,6 ngày của Sao Hỏa để phát triển lịch 24 tháng sử dụng trong loạt manga với mỗi mùa kéo dài 6 tháng, Amano đã mô tả thởi gian trôi đi cùng sự thay đổi của các mùa thông qua một số phương tiện trong manga như Akari luôn nói rõ về thời gian hiện tại trong năm và mùa được mêu tả rất rõ qua các lễ hội như lễ hội pháo hoa, ngày giao thừa hay ngày sinh nhật của các nhân vật.
Các kiến trúc sư xây dựng lên thành phố Neo-Venezia đã tạo nên thế giới của Aqua và ARIA dựa theo hình tượng thành phố Venice trước khi nó bị chìm trong thế kỷ 21, có thể dễ dàng nhận ra điều này qua các kiến trúc tương tự xuất hiện trong loạt manga như quảng trường San Marco và Cầu Than Thở. Khi tạo ra Neo-Venezia, Amano đã đặt những địa danh hư cấu vào những địa danh thật tại Ventian.
Amano cũng kết hợp những địa danh có thật khác vào trong ARIA như như ngôi đền Nhật Bản xuất hiện trong tập 1 của ARIA có kiến trúc dựa trên ngôi đền Fushimi Inari-taisha gần Tokyo.

### Anime
Như một phần của việc thực hiện cho bộ anime đầu tiên, nhóm làm anime do Satō Jun'ichi dẫn đầu đã lên đường đến Venice để thu thập tài liệu. Hiệu ứng và hoạt động cho anime mô tả các chiếc gondola khi đang di chuyển là kết quả của việc nhóm phải vẽ lại nhiều lần trong tập anime đầu tiên làm sao cho nó giống thật nhất. Satō đã cho biết là đã nhìn thấy một người chèo thuyền gondola dùng mái chèo để khiều một cái chai lên khỏi mặt nước và hành động này đã được đưa vào tập 11 của bộ anime ARIA the Animation khi Alicia làm việc tương tự với một trái bóng với các hành động mà manga không thể miêu tả chi tiết được. Như một phần trong việc phát triển mà công ty đã cam kết là bám sát vào loạt manga và cân nhắc trong việc chọn diễn viên lồng tiếng, họ đã phải đọc tất cả các tập manga Aqua và ARIA đã phát hành đến khi đó hơn là dựa hoàn toàn vào các bức ảnh mà họ chụp trong chuyến đi.
Theo Satō Jun'ichi thì đã có một cuộc tranh luận để quyết định sử dụng các chi tiết nào cho 13 tập của bộ anime đầu tiên vốn có cốt truyện tập trung vào nhân vật Akari. Bộ anime thứ hai có tựa ARIA the Natural do bộ anime có 26 tập đã cho phép Jun'ichi xử lý cốt truyện một cách "tự nhiên" (Natural) hơn cũng như đủ dài để nói về các nhân vật khác.
Choro Club và Senoo Takeshi đã soạn 30 bản nhạc cho bộ anime đầu tiên và 15 bản cho bộ anime thứ hai. Satō Jun'ichi và người thiết kế âm thanh Satō Yasuno đã giao cho Choro Club và Senoo Takeshi việc thiết kế nhạc nền nhiều hơn là nhạc mô tả tình huống, việc này không quen thuộc với các nhà soạn nhạc nhất là những người chưa có kinh nghiệm với việc thực hiện các anime. Senoo Takeshi và ba thành viên của Choro Club cũng đã xuất hiện như vai phụ với vai trò nhạc sĩ trong tập 23 của ARIA the Natural. Senoo Takeshi đã soạn bài hát chủ đề kế thúc của ARIA the Natural có tựa Smile Again và nó được trình bày bởi Hazuki Erino trong vai Akari, bài hát mô tả sự kết thúc của mùa hè.

## Truyền thông

### Manga
Loạt manga được thực hiện bởi Amano Kozue và lịch sử phát hành của nó hơi lộn xộn. Aqua là tên đầu tiên của loạt manga này khi nó đăng trên tạp chí Monthly Stencil của Enix trong năm 2001 và gần hết năm 2002, sau đo nó đã tập hợp thành 2 tankōbon. Khi loạt manga này chuyển sang đăng trên tạp chí Comic Blade của Mag Garden từ tháng 11 năm 2002 thì nó đổi tên lại thành ARIA. Mag Garden cũng đã tái bản Aqua thêm vào vài chi tiết cùng các hình bìa mới. Với 70 chương cả Aqua và ARIA đã được xuất bản thành 14 tankōbon với mỗi tập có 5 chương.
Tại Việt Nam truyện được mua bản quyền bởi Vàng Anh Comics liên kết với Nhà xuất bản Văn hoá Thông tin. ADV Manga đã phát hành ba tập phiên bản tiếng Anh của ARIA vào năm 2004 trước khi trả lại bản quyền phát hành. Sau đó bản quyền được chuyển cho Tokyopop và công ty đã phát hành phiên bản tiếng Anh của cả Aqua cũng như ARIA,. Phiên bản tiếng Pháp được đăng ký bản quyền bởi Kami, phiên bản tiếng Đức được đăng ký bản quyền bởi Tokyopop Germany, phiên bản tiếng Ý được đăng ký bản quyền bởi Star Comics, phiên bản tiếng Tây Ban Nha được đăng ký bản quyền bởi Editorial Ivrea. Tại Đài Loan bản quyền được giữ bởi Tong Li Comics, tại Indonesia bản quyền được giữ bởi M&C Comics tại Hàn Quốc bản quyền được giữ bởi Bookbox và tại Thái Lan bản quyền được giữ bởi Bongkoch Comics.

### Anime
Hal Film Maker đã chuyển thể ARIA thành anime với 54 tập chia thành ba bộ và một OVA. Ba bộ anime có tên ARIA the Animation phát sóng từ ngày 05 tháng 10 đến ngày 28 tháng 12 năm 2005 với 13 tập, ARIA the Natural phát sóng từ ngày 02 tháng 4 đến ngày 26 tháng 9 năm 2006 với 26 tập và ARIA the Origination phát sóng từ ngày 08 tháng 1 đến ngày 31 tháng 3 năm 2008 với 13 tập, cả ba bộ anime đều được phát trên kênh TV Tokyo Network, bộ anime thứ ba có một tập thêm vào khi phát hành DVD. Tập OVA có tựa ARIA the OVA: Arietta phát hành vào ngày 21 tháng 9 năm 2007. Jun'ichi Satō đã đạo diễn cho tất cả các bộ anime này và Koga Makoto nhận phần thiết kế nhân vật. Các bộ anime này đã được phát hành thành DVD tại Nhật Bản.
Nozomi Entertainment đã đăng ký bản quyền phát hành tại thị trường Bắc Mỹ cho tất cả các bộ anime. Bộ đĩa DVD cho bộ anime với phụ đề tiếng Anh đã phát hành vào ngày 30 tháng 9 năm 2008. Bộ anime thứ hai phát hành thành hai bộ đĩa DVD vào ngày 29 tháng 1 và ngày 24 tháng 3 năm 2009. Bộ hộp DVD của bộ anime thứ ba bao gồm luôn tập thêm (xem như tập 5,5) và tập OVA phát hành vào ngày 02 tháng 3 năm 2010. Animax Asia đã đăng ký bản quyền của bộ anime tại Hàn Quốc, Muse Communication đăng ký bản quyền tại Đài Loan, Kaze đăng ký bản quyền tại Pháp và Yamato Video đăng ký bản quyền tại Ý.

### Drama CD
Bốn loạt drama CD đã phát hành cho ARIA. Loạt đầu tiên phát hành trước khi anime được thực hiện vì thế nó được lồng tiếng bởi các diễn viên không tham gia lồng tiếng trong loạt anime, ba loạt tiếp theo được thực hiện cùng với ba bộ anime vì thế nó được lồng tiếng bởi các diễn viên lồng tiếng cũ.
Loạt đầu tiên gồm hai đĩa drama CD dựa vào các tập đầu của ARIA phát hành vào ngày 25 tháng 8 năm 2004 và ngày 24 tháng 8 năm 2005. Một đĩa dựa vào Aqua phát hành vào ngày 22 tháng 9 năm 2005.
Loạt thứ hai được thực hiện chung với bộ anime ARIA the Animation. Nó có các drama CD mang tựa Blue, Red và Orange theo màu của trang phục trong từng công ty ARIA Company, Himeya Company và Orange Planet đã phát hành vào các ngày 25 tháng 11 năm 2005, 22 tháng 12 năm 2005 và 25 tháng 1 năm 2006. Một bộ hộp đĩa tập hợp loạt drama CD này đã phát hành ngày 27 tháng 7 năm 2009 với một đĩa drama CD mới như vật đính kèm, bộ hộp đĩa này xếp hạng thứ 62 trên bảng xếp hạng Oricon.
Loạt thứ ba được thực hiện chung với bộ anime ARIA the Natural. Nó bao gồm hai drama CD phát hành ngày 23 tháng 6 năm 2006 và ngày 21 tháng 7 năm 2006. Một bộ hộp đĩa tập hợp loạt drama CD này đã phát hành ngày 27 tháng 1 năm 2010 với một đĩa drama CD mới như vật đính kèm, bộ hộp đĩa này xếp hạng thứ 82 trên bảng xếp hạng Oricon.
Loạt thứ tư được thực hiện chung với bộ anime ARIA the Origination. Với ba drama CD mang tựa Yuki, Tsuki và Hana phát hành ngày 21 tháng 3 năm 2008, 23 tháng 4 năm 2008 và 24 tháng 5 năm 2008. Yuki, Tsuki và Hana đã xếp hạng thứ 87, 55 và 48 trên bảng xếp hạng Oricon.